# Zeger I van Edingen
Zeger I van Edingen (1205-1253) was een zoon van Engelbert IV van Edingen en van Ida van Avesnes. Hij volgde zijn vader in 1250 op als heer van Edingen. Zeger was gehuwd met Adelheid (1199-), dochter van Wouter van Zottegem, en werd de vader van:
- Wouter
- Gerard (1222-), gehuwd met een dochter van Gerard van Viane, werd heer van Zottegem
- Ida, gehuwd met Gillis III van Trazegnies (-1253), zoon van Otto III van Trazegnies
- Arnold (-1295), gehuwd met een dochter van Gerard van Thiant.